# George Walton
Pour les articles homonymes, voir Walton.
George Walton, né en 1749 ou 1750 et mort le 2 février 1804 à Augusta, est un homme politique américain, représentant de la Géorgie au Congrès continental. Il signa la Déclaration d'indépendance des États-Unis d'Amérique en son nom et fut par la suite représentant à la Chambre de l'État, gouverneur puis sénateur fédéral.

## Biographie

### Ses débuts
George Walton naît en 1749 ou 1750, dans le Comté de Cumberland, en Virginie. Ses parents meurent peu de temps après. Il est adopté par un oncle qui le met en apprentissage en tant que charpentier. Les années suivantes restent inconnues. En mai 1769, il va à Savannah et commence à étudier la loi. Il est admis à Bar en 1774. Profondément impliqué dans le mouvement patriotique en Géorgie, il a finalement un rôle important dans le développement de l'état.

### Carrière politique
À la formation du congrès provincial de la Géorgie, Walton est élu secrétaire et président du Conseil de la Sûreté. En 1776 il est élu au congrès continental, où il signe la Déclaration d'indépendance des États-Unis en tant que représentant de la Géorgie. Il passe plusieurs des années suivantes à s'occuper de la défense de son état, et dans une bataille politique malpropre avec Button Gwinnett, un autre signataire de la Géorgie. En 1778, Walton est nommé colonel du premier régiment de la milice de la Géorgie. Il est blessé dans la bataille de Savannah et fait prisonnier. Il gagne sa liberté en 1779 par un échange de prisonniers et est élu peu après gouverneur de la Géorgie, un poste qu'il tiendra pendant seulement deux mois. Le conflit politique a coloré toute la carrière de Walton. Il a été allié avec le général Lachlan McIntosh dans une lutte féroce contre Gwinnett pour la domination politique de l'État. Walton est licencié de son poste à plusieurs occasions, accusé d'activités criminelles, dans une bataille interminable entre deux factions du mouvement patriotique en Géorgie.

### Fin de vie
Il revient au congrès en 1780 et y reste jusqu'en 1781. Il est ministre de la justice de la Géorgie de 1783 à 1789. En 1789 il sert dans le collège d'électeurs et est encore été élu gouverneur. Le gouvernement est réorganisé sous une nouvelle constitution en novembre de cette année. Il est alors nommé juge supérieur de la cour. Il est mort à Augusta le 2 février 1804 à l'âge de 54 ans et est enterré dans le Cimetière de Rosney, puis déplacé en 1848 sous le Monument des Signataires, devant le tribunal sur Greene Street à Augusta.

## Fonctions
George exerça de nombreuses fonctions politiques :
- Congrès continental, (1776-78)
- Colonel de la première armée géorgienne (1778)
- Gouverneur de Géorgie (1779–80)
- Congrès américain (1780-1781)
- Ministre de la Justice géorgienne (1783-89)
- Gouverneur de Géorgie (1789-90)
- Sénateur américain (1795–96)

## Source
- (en) Cet article est partiellement ou en totalité issu de l’article de Wikipédia en anglais intitulé « George Walton » (voir la liste des auteurs).